# Trichotanypus rufoscutellatus
Trichotanypus rufoscutellatus är en tvåvingeart som först beskrevs av Müller 1924.  Trichotanypus rufoscutellatus ingår i släktet Trichotanypus och familjen fjädermyggor.
Artens utbredningsområde är Frankrike. Inga underarter finns listade i Catalogue of Life.